# Гуглизация

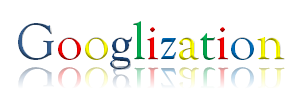

Гуглиза́ция (англ. Googlization) — неологизм, описывающий распространение технологий и эстетики компании Google не только на поиск информации, рекламу в интернете и общение в сети, но и на традиционные офлайн-институты, такие как библиотеки, периодические печатные издания, на торговые отношения и способы ведения бизнеса.

## История термина
В 2003 году журналист и писатель Джон Бателль и обозреватель Businessweek Алекс Салкивер впервые использовали термин «гуглизация» для обозначения превалирования Google-технологий над практически всеми существующимими на то время формами интернет-коммерции. Компания, возникшая как простой текстовый интернет-поисковик, постепенно расширяла список предлагаемых технологий, добавив сервис поиска картинок, интернет-почту, картографический сервис, видеохостинг, агрегатор новостей, программное обеспечение для мгновенного обмена сообщениями, поисковую систему по полным текстам научных публикаций, операционную систему для мобильных телефонов и т. д. Google заключил партнёрские договоры с признанными титанами медийного бизнеса, такими как медийный конгломерат Time Warner AOL, международный медиахолдинг News Corporation, вторая по тиражу газета в США The New York Times, а также с крупными новостными агентствами Ассошиэйтед Пресс, Франс-Пресс, Ассоциацией прессы, функционирующей в Великобритании и Ирландии. Таким образом, Google-технологии постепенно проникли в повседневную жизнь миллионов людей, а компания превратилась в транснациональную публичную корпорацию, инвестирующую в разработку новейших информационных технологий и меняющую традиционный взгляд на повседневную культуру, способы ведения бизнеса, распространение, поиск и получение информации, размещение рекламы, чтение книг и ежедневное общение.

## Определение
Термин «гуглизация» не был официально закреплен за описываемым феноменом распространения влияния корпорации Google. Согласно Гарро Хайбоеру с первого взгляда сложно поспорить с существованием процесса гуглизации, поэтому в большинстве случаев никто не задумывается, а так ли это на самом деле. «Данный термин можно использовать, учитывая функционирование корпорации в настоящее время, однако после более внимательного взгляда на историю развития поисковых сервисов, становится понятно, что сформулирован он не совсем корректно, как кажется на первый взгляд. Хайбоер сказал:

Мой главный вопрос заключается в том, можно ли назвать этот термин корректно сформулированным с точки зрения исторической перспективы? Являются ли „гуглизованными“ поисковые сервисы Microsoft (MSN, Live Search, Bing)?… Можно ли назвать Google „майкрософтизированным“? Я полагаю, что это был процесс их (Microsoft и Google) взаимного влияния друг на друга… В этом случае термин „гуглизация“ не может считаться абсолютно корректным и должен быть пересмотрен»
 Тем не менее, при отсутствии общепризнанного закрепленного понимания специфики феномена, каждый специалист дает своё определение термину. К примеру Лоретт Уелдон пишет о гуглизации как об «оцифровке библиотек, представляющей собой особый Google-проект», а Джон Реплинджер — о «гуглизации» информации, где описывает сам феномен гуглизации как «увеличение количества доступной в интернете информации»; Шива Вайдхъянатан под этим термином подразумевает «проникновение технологий Google во все сферы нашей культуры». Он утверждает, что «Google, как бренд, стал абсолютно вездесущим… Это слово уже используется в качестве и существительного, и глагола повсеместно: от разговора подростков до сценария сериала…»

## Влияние Google на общество
С 2000 года специалисты по массовым коммуникациям анализируют влияние корпорации Google на современное общество. Гирт Ловинк утверждает, что вряд ли можно говорить о критическом уровне все возрастающей зависимости общества от поисковых интернет-технологий Google. Ричард Роджерс видит в феномере гуглизации процесс концентрации средств массовой информации в интернете, анализируя в стиле политэкономии, как Google поглощает онлайн-сервисы один за другим. Лиз Лош в частности отмечает, что тема «гуглизации» Французской национальной библиотеки привлекла значительное внимание общественности в самых популярных журналах и газетах Франции.
В книге «The Googlization of Everything», опубликованной в марте 2011 года, её автор Шива Вайдхъянатан предлагает свою критическую интерпретацию того, как Google подрывает не только культурный и торговый уклад, сложившийся в обществе, но и самих членов общества. Согласно его утверждению, в книге он попытался дать ответ на 3 ключевых вопроса: «каким предстаёт мир, если на него смотреть через призму Google? Каким образом факт повсеместного присутствия Google влияет на производство и распространение информации? Каким образом эта транснациональная корпорация изменила правила игры и алгоритмы функционирования компаний, учреждений и государств?». В своем блоге автор книги не только отчитывался о том, на какой стадии готовности был его труд, но также публиковал новости на тему «гуглизации» и все интересные события, связанные с Google. Согласно автору, на сегодняшний день мы, возможно, и одобряем Google, но в будущем компания легко может использовать наши данные в своих целях, выгодных для корпорации, а не для общества. Книга и блог имеют следующий подзаголовок: «Как одна компания подрывает культуру, бизнес и общество… И почему нам следует обеспокоиться».